# Caius Cosconius
Caius Cosconius (i. e. 1. század) római grammatikus.
Életéről szinte semmit sem tudunk. Cicero barátja volt, ő említi egy, a helyesírásról írott művét. Ránk munkáinak még töredékei sem maradtak.